# Gruppspelet i Svenska cupen i fotboll 2018/2019
Gruppspelet i Svenska cupen i fotboll 2018/2019 kommer spelas från den 16 februari till den 4 mars 2019. Gruppspelet bestod av 32 lag som delades upp i åtta grupper med fyra lag i varje grupp. Alla lag i varje grupp spelar mot varandra en gång. Varje gruppvinnare går vidare till kvartsfinal.

## Grupper

### Grupp 1
| Nr | Lag              | S | V | O | F | GM | IM | MS | P |
| -- | ---------------- | - | - | - | - | -- | -- | -- | - |
| 1  | AIK              | 3 | 2 | 1 | 0 | 3  | 1  | +2 | 7 |
| 2  | Jönköpings Södra | 3 | 2 | 0 | 1 | 3  | 2  | +1 | 6 |
| 3  | Örgryte IS       | 3 | 1 | 0 | 2 | 3  | 3  | 0  | 3 |
| 4  | Norrby IF        | 3 | 0 | 1 | 2 | 1  | 4  | −3 | 1 |

|             | 16 februari 2019 | AIK                        | 1 – 0           | Jönköpings Södra | Friends Arena                               |                                             |
| 14:00 UTC+1 | 14:00 UTC+1      | Daniel Sundgren 15′ (str.) | (1 – 0) Rapport |                  | Stockholm Publik: 9 995 Domare: Victor Wolf | Stockholm Publik: 9 995 Domare: Victor Wolf |
| 14:00 UTC+1 | 14:00 UTC+1      |                            |                 |                  | Stockholm Publik: 9 995 Domare: Victor Wolf | Stockholm Publik: 9 995 Domare: Victor Wolf |
| 14:00 UTC+1 | 14:00 UTC+1      |                            |                 |                  | Stockholm Publik: 9 995 Domare: Victor Wolf | Stockholm Publik: 9 995 Domare: Victor Wolf |

|             | 16 februari 2019 | Örgryte IS                                  | 2 – 0           | Norrby IF | Valhalla IP                                 |                                             |
| 14:00 UTC+1 | 14:00 UTC+1      | Alexander Bernhardsson 45′ Victor Sköld 48′ | (1 – 0) Rapport |           | Göteborg Publik: 1 149 Domare: Johan Krantz | Göteborg Publik: 1 149 Domare: Johan Krantz |
| 14:00 UTC+1 | 14:00 UTC+1      |                                             |                 |           | Göteborg Publik: 1 149 Domare: Johan Krantz | Göteborg Publik: 1 149 Domare: Johan Krantz |
| 14:00 UTC+1 | 14:00 UTC+1      |                                             |                 |           | Göteborg Publik: 1 149 Domare: Johan Krantz | Göteborg Publik: 1 149 Domare: Johan Krantz |

|             | 24 februari 2019 | Norrby IF            | 1 – 1           | AIK                   | Borås Arena                                |                                            |
| 17:00 UTC+1 | 17:00 UTC+1      | Richard Yarsuvat 25′ | (1 – 1) Rapport | 43′ Tarik Elyounoussi | Borås Publik: 974 Domare: Granit Maqedonci | Borås Publik: 974 Domare: Granit Maqedonci |
| 17:00 UTC+1 | 17:00 UTC+1      |                      |                 |                       | Borås Publik: 974 Domare: Granit Maqedonci | Borås Publik: 974 Domare: Granit Maqedonci |
| 17:00 UTC+1 | 17:00 UTC+1      |                      |                 |                       | Borås Publik: 974 Domare: Granit Maqedonci | Borås Publik: 974 Domare: Granit Maqedonci |

|             | 24 februari 2019 | Örgryte IS              | 1 – 2           | Jönköpings Södra                     | Valhalla IP                                 |                                             |
| 17:00 UTC+1 | 17:00 UTC+1      | Karl-Johan Lindblad 11′ | (1 – 0) Rapport | 52′ Jakob Orlov 85′ Alexander Jallow | Göteborg Publik: 1 012 Domare: Nermin Cisic | Göteborg Publik: 1 012 Domare: Nermin Cisic |
| 17:00 UTC+1 | 17:00 UTC+1      |                         |                 |                                      | Göteborg Publik: 1 012 Domare: Nermin Cisic | Göteborg Publik: 1 012 Domare: Nermin Cisic |
| 17:00 UTC+1 | 17:00 UTC+1      |                         |                 |                                      | Göteborg Publik: 1 012 Domare: Nermin Cisic | Göteborg Publik: 1 012 Domare: Nermin Cisic |

|             | 2 mars 2019 | Jönköpings Södra     | 1 – 0           | Norrby IF | Elmiahallen                                  |                                              |
| 14:00 UTC+1 | 14:00 UTC+1 | Alexander Jallow 30′ | (1 – 0) Rapport |           | Jönköping Publik: 654 Domare: Joakim Östling | Jönköping Publik: 654 Domare: Joakim Östling |
| 14:00 UTC+1 | 14:00 UTC+1 |                      |                 |           | Jönköping Publik: 654 Domare: Joakim Östling | Jönköping Publik: 654 Domare: Joakim Östling |
| 14:00 UTC+1 | 14:00 UTC+1 |                      |                 |           | Jönköping Publik: 654 Domare: Joakim Östling | Jönköping Publik: 654 Domare: Joakim Östling |

|             | 2 mars 2019 | AIK              | 1 – 0           | Örgryte IS | Friends Arena                                       |                                                     |
| 14:00 UTC+1 | 14:00 UTC+1 | Henok Goitom 85′ | (0 – 0) Rapport |            | Stockholm Publik: 7 875 Domare: Kristoffer Karlsson | Stockholm Publik: 7 875 Domare: Kristoffer Karlsson |
| 14:00 UTC+1 | 14:00 UTC+1 |                  |                 |            | Stockholm Publik: 7 875 Domare: Kristoffer Karlsson | Stockholm Publik: 7 875 Domare: Kristoffer Karlsson |
| 14:00 UTC+1 | 14:00 UTC+1 |                  |                 |            | Stockholm Publik: 7 875 Domare: Kristoffer Karlsson | Stockholm Publik: 7 875 Domare: Kristoffer Karlsson |

### Grupp 2
| Nr | Lag            | S | V | O | F | GM | IM | MS | P |
| -- | -------------- | - | - | - | - | -- | -- | -- | - |
| 1  | AFC Eskilstuna | 3 | 2 | 1 | 0 | 9  | 1  | +8 | 7 |
| 2  | IFK Norrköping | 3 | 2 | 1 | 0 | 6  | 2  | +4 | 7 |
| 3  | Assyriska IK   | 3 | 1 | 0 | 2 | 4  | 9  | −5 | 3 |
| 4  | IFK Värnamo    | 3 | 0 | 0 | 3 | 4  | 11 | −7 | 0 |

|             | 17 februari 2019 | Assyriska Turabdin | 0 – 4           | AFC Eskilstuna                                                             | Elmiahallen                                |                                            |
| 15:00 UTC+1 | 15:00 UTC+1      |                    | (0 – 3) Rapport | 22′ Samuel Nnamani 32′ Gustav Jarl 44′ Felix Michel 74′ Kristijan Miljević | Jönköping Publik: 420 Domare: Nermin Cisic | Jönköping Publik: 420 Domare: Nermin Cisic |
| 15:00 UTC+1 | 15:00 UTC+1      |                    |                 |                                                                            | Jönköping Publik: 420 Domare: Nermin Cisic | Jönköping Publik: 420 Domare: Nermin Cisic |
| 15:00 UTC+1 | 15:00 UTC+1      |                    |                 |                                                                            | Jönköping Publik: 420 Domare: Nermin Cisic | Jönköping Publik: 420 Domare: Nermin Cisic |

|             | 17 februari 2019 | IFK Norrköping                                   | 3 – 1           | IFK Värnamo       | Östgötaporten                                   |                                                 |
| 17:00 UTC+1 | 17:00 UTC+1      | Karl Holmberg 35′ (str.), 76′ Jordan Larsson 64′ | (1 – 0) Rapport | 75′ Paulo Marcelo | Norrköping Publik: 2 168 Domare: Kaspar Sjöberg | Norrköping Publik: 2 168 Domare: Kaspar Sjöberg |
| 17:00 UTC+1 | 17:00 UTC+1      |                                                  |                 |                   | Norrköping Publik: 2 168 Domare: Kaspar Sjöberg | Norrköping Publik: 2 168 Domare: Kaspar Sjöberg |
| 17:00 UTC+1 | 17:00 UTC+1      |                                                  |                 |                   | Norrköping Publik: 2 168 Domare: Kaspar Sjöberg | Norrköping Publik: 2 168 Domare: Kaspar Sjöberg |

|             | 22 februari 2019 | Assyriska Turabdin | 0 – 2           | IFK Norrköping                      | Elmiahallen                                  |                                              |
| 19:00 UTC+1 | 19:00 UTC+1      |                    | (0 – 1) Rapport | 32′ Simon Skrabb 63′ Jordan Larsson | Jönköping Publik: 622 Domare: Joakim Östling | Jönköping Publik: 622 Domare: Joakim Östling |
| 19:00 UTC+1 | 19:00 UTC+1      |                    |                 |                                     | Jönköping Publik: 622 Domare: Joakim Östling | Jönköping Publik: 622 Domare: Joakim Östling |
| 19:00 UTC+1 | 19:00 UTC+1      |                    |                 |                                     | Jönköping Publik: 622 Domare: Joakim Östling | Jönköping Publik: 622 Domare: Joakim Östling |

|             | 23 februari 2019 | AFC Eskilstuna                                                  | 4 – 0           | IFK Värnamo | Tunavallen                                     |                                                |
| 16:00 UTC+1 | 16:00 UTC+1      | Ivan Bobko 43′ Gustav Jarl 47′ Adnan Kojic 55′ Kadir Hodzic 64′ | (1 – 0) Rapport |             | Eskilstuna Publik: 426 Domare: Patrik Eriksson | Eskilstuna Publik: 426 Domare: Patrik Eriksson |
| 16:00 UTC+1 | 16:00 UTC+1      |                                                                 |                 |             | Eskilstuna Publik: 426 Domare: Patrik Eriksson | Eskilstuna Publik: 426 Domare: Patrik Eriksson |
| 16:00 UTC+1 | 16:00 UTC+1      |                                                                 |                 |             | Eskilstuna Publik: 426 Domare: Patrik Eriksson | Eskilstuna Publik: 426 Domare: Patrik Eriksson |

|             | 2 mars 2019 | IFK Värnamo                                               | 3 – 4           | Assyriska Turabdin                                              | Ljusseveka                     |                                |
| 14:00 UTC+1 | 14:00 UTC+1 | Daniel Ask 6′ Paulo Marcelo 28′ (str.) Alex Brilhante 50′ | (2 – 1) Rapport | 10′ (str.), 64′, 85′ (str.) Malcolm Isaiah Shaw 54′ Erik Watson | Värnamo Domare: Fredrik Klitte | Värnamo Domare: Fredrik Klitte |
| 14:00 UTC+1 | 14:00 UTC+1 |                                                           |                 |                                                                 | Värnamo Domare: Fredrik Klitte | Värnamo Domare: Fredrik Klitte |
| 14:00 UTC+1 | 14:00 UTC+1 |                                                           |                 |                                                                 | Värnamo Domare: Fredrik Klitte | Värnamo Domare: Fredrik Klitte |

|             | 2 mars 2019 | IFK Norrköping     | 1 – 1           | AFC Eskilstuna     | Östgötaporten                                    |                                                  |
| 14:00 UTC+1 | 14:00 UTC+1 | Jordan Larsson 72′ | (0 – 1) Rapport | 38′ Samuel Nnamani | Norrköping Publik: 1 962 Domare: Magnus Lindgren | Norrköping Publik: 1 962 Domare: Magnus Lindgren |
| 14:00 UTC+1 | 14:00 UTC+1 |                    |                 |                    | Norrköping Publik: 1 962 Domare: Magnus Lindgren | Norrköping Publik: 1 962 Domare: Magnus Lindgren |
| 14:00 UTC+1 | 14:00 UTC+1 |                    |                 |                    | Norrköping Publik: 1 962 Domare: Magnus Lindgren | Norrköping Publik: 1 962 Domare: Magnus Lindgren |

### Grupp 3
| Nr | Lag            | S | V | O | F | GM | IM | MS | P |
| -- | -------------- | - | - | - | - | -- | -- | -- | - |
| 1  | Östers IF      | 3 | 3 | 0 | 0 | 7  | 3  | +4 | 9 |
| 2  | Malmö FF       | 3 | 2 | 0 | 1 | 6  | 4  | +2 | 6 |
| 3  | Falkenbergs FF | 3 | 1 | 0 | 2 | 3  | 5  | −2 | 3 |
| 4  | Degerfors IF   | 3 | 0 | 0 | 3 | 4  | 8  | −4 | 0 |

|             | 17 februari 2019 | Malmö FF                                               | 3 – 2           | Degerfors IF                           | Klostergårdens IP                         |                                           |
| 15:00 UTC+1 | 15:00 UTC+1      | Marcus Antonsson 40′ Lasse Nielsen 71′ Romain Gall 81′ | (1 – 1) Rapport | 43′ Rasmus Alm 78′ (str.) Nikola Ladan | Lund Publik: 2 283 Domare: Fredrik Klitte | Lund Publik: 2 283 Domare: Fredrik Klitte |
| 15:00 UTC+1 | 15:00 UTC+1      |                                                        |                 |                                        | Lund Publik: 2 283 Domare: Fredrik Klitte | Lund Publik: 2 283 Domare: Fredrik Klitte |
| 15:00 UTC+1 | 15:00 UTC+1      |                                                        |                 |                                        | Lund Publik: 2 283 Domare: Fredrik Klitte | Lund Publik: 2 283 Domare: Fredrik Klitte |

|             | 17 februari 2019 | Falkenbergs FF    | 1 – 2           | Östers IF                               | Vinåvallen                                   |                                              |
| 15:00 UTC+1 | 15:00 UTC+1      | Edi Sylisufaj 79′ | (0 – 1) Rapport | 32′ David Johannesson 65′ Mattias Pavic | Vinberg Publik: 307 Domare: Granit Maqedonci | Vinberg Publik: 307 Domare: Granit Maqedonci |
| 15:00 UTC+1 | 15:00 UTC+1      |                   |                 |                                         | Vinberg Publik: 307 Domare: Granit Maqedonci | Vinberg Publik: 307 Domare: Granit Maqedonci |
| 15:00 UTC+1 | 15:00 UTC+1      |                   |                 |                                         | Vinberg Publik: 307 Domare: Granit Maqedonci | Vinberg Publik: 307 Domare: Granit Maqedonci |

|             | 23 februari 2019 | Falkenbergs FF                         | 2 – 1           | Degerfors IF       | Vinåvallen                              |                                         |
| 16:00 UTC+1 | 16:00 UTC+1      | Tobias Englund 78′ Marcus Mathisen 85′ | (0 – 1) Rapport | 42′ Erik Björndahl | Vinberg Publik: 213 Domare: Mirza Kazic | Vinberg Publik: 213 Domare: Mirza Kazic |
| 16:00 UTC+1 | 16:00 UTC+1      |                                        |                 |                    | Vinberg Publik: 213 Domare: Mirza Kazic | Vinberg Publik: 213 Domare: Mirza Kazic |
| 16:00 UTC+1 | 16:00 UTC+1      |                                        |                 |                    | Vinberg Publik: 213 Domare: Mirza Kazic | Vinberg Publik: 213 Domare: Mirza Kazic |

|             | 25 februari 2019 | Östers IF                           | 2 – 1           | Malmö FF                    | Tipshallen                                 |                                            |
| 19:00 UTC+1 | 19:00 UTC+1      | Dragan Kapcevic 52′ Gustav Ahrn 89′ | (0 – 0) Rapport | 54′ (str.) Marcus Antonsson | Växjö Publik: 2 055 Domare: Robert Daradic | Växjö Publik: 2 055 Domare: Robert Daradic |
| 19:00 UTC+1 | 19:00 UTC+1      |                                     |                 |                             | Växjö Publik: 2 055 Domare: Robert Daradic | Växjö Publik: 2 055 Domare: Robert Daradic |
| 19:00 UTC+1 | 19:00 UTC+1      |                                     |                 |                             | Växjö Publik: 2 055 Domare: Robert Daradic | Växjö Publik: 2 055 Domare: Robert Daradic |

|             | 2 mars 2019 | Degerfors IF       | 1 – 3           | Östers IF                                                              | Stora Valla                                    |                                                |
| 16:00 UTC+1 | 16:00 UTC+1 | Erik Björndahl 77′ | (0 – 1) Rapport | 2′ Christian Ljungberg 58′ Anton Andreasson 67′ (str.) Dragan Kapcevic | Degerfors Publik: 168 Domare: Granit Maqedonci | Degerfors Publik: 168 Domare: Granit Maqedonci |
| 16:00 UTC+1 | 16:00 UTC+1 |                    |                 |                                                                        | Degerfors Publik: 168 Domare: Granit Maqedonci | Degerfors Publik: 168 Domare: Granit Maqedonci |
| 16:00 UTC+1 | 16:00 UTC+1 |                    |                 |                                                                        | Degerfors Publik: 168 Domare: Granit Maqedonci | Degerfors Publik: 168 Domare: Granit Maqedonci |

|             | 2 mars 2019 | Malmö FF                                    | 2 – 0           | Falkenbergs FF | Stadion                                       |                                               |
| 16:00 UTC+1 | 16:00 UTC+1 | Marcus Antonsson 3′ Anders Christiansen 41′ | (2 – 0) Rapport |                | Malmö Publik: 2 654 Domare: Mohammed Al-Hakim | Malmö Publik: 2 654 Domare: Mohammed Al-Hakim |
| 16:00 UTC+1 | 16:00 UTC+1 |                                             |                 |                | Malmö Publik: 2 654 Domare: Mohammed Al-Hakim | Malmö Publik: 2 654 Domare: Mohammed Al-Hakim |
| 16:00 UTC+1 | 16:00 UTC+1 |                                             |                 |                | Malmö Publik: 2 654 Domare: Mohammed Al-Hakim | Malmö Publik: 2 654 Domare: Mohammed Al-Hakim |

### Grupp 4
| Nr | Lag            | S | V | O | F | GM | IM | MS | P |
| -- | -------------- | - | - | - | - | -- | -- | -- | - |
| 1  | Hammarby IF    | 3 | 2 | 1 | 0 | 7  | 2  | +5 | 7 |
| 2  | Dalkurd FF     | 3 | 2 | 0 | 1 | 4  | 3  | +1 | 6 |
| 3  | Eskilsminne IF | 3 | 0 | 2 | 1 | 2  | 4  | −2 | 2 |
| 4  | Varbergs BoIS  | 3 | 0 | 1 | 2 | 1  | 5  | −4 | 1 |

|             | 18 februari 2019 | Hammarby IF                                               | 3 – 0           | Varbergs BoIS | Tele2 Arena                                      |                                                  |
| 19:00 UTC+1 | 19:00 UTC+1      | Nikola Djurdjic 7′ Sander Svendsen 57′ Mats Solheim 90+4′ | (1 – 0) Rapport |               | Stockholm Publik: 11 140 Domare: Magnus Lindgren | Stockholm Publik: 11 140 Domare: Magnus Lindgren |
| 19:00 UTC+1 | 19:00 UTC+1      |                                                           |                 |               | Stockholm Publik: 11 140 Domare: Magnus Lindgren | Stockholm Publik: 11 140 Domare: Magnus Lindgren |
| 19:00 UTC+1 | 19:00 UTC+1      |                                                           |                 |               | Stockholm Publik: 11 140 Domare: Magnus Lindgren | Stockholm Publik: 11 140 Domare: Magnus Lindgren |

|             | 18 februari 2019 | Eskilsminne IF | 0 – 2           | Dalkurd FF                       | Olympiafältet                               |                                             |
| 19:00 UTC+1 | 19:00 UTC+1      |                | (0 – 1) Rapport | 3′ Ferhad Ayaz 90′ Peshraw Azizi | Helsingborg Publik: 283 Domare: Mirza Kazic | Helsingborg Publik: 283 Domare: Mirza Kazic |
| 19:00 UTC+1 | 19:00 UTC+1      |                |                 |                                  | Helsingborg Publik: 283 Domare: Mirza Kazic | Helsingborg Publik: 283 Domare: Mirza Kazic |
| 19:00 UTC+1 | 19:00 UTC+1      |                |                 |                                  | Helsingborg Publik: 283 Domare: Mirza Kazic | Helsingborg Publik: 283 Domare: Mirza Kazic |

|             | 24 februari 2019 | Eskilsminne IF  | 1 – 1           | Hammarby IF      | Olympiafältet                               |                                             |
| 15:00 UTC+1 | 15:00 UTC+1      | Filip Egger 21′ | (1 – 1) Rapport | 37′ Imad Khalili | Helsingborg Publik: 1 541 Domare: Per Melin | Helsingborg Publik: 1 541 Domare: Per Melin |
| 15:00 UTC+1 | 15:00 UTC+1      |                 |                 |                  | Helsingborg Publik: 1 541 Domare: Per Melin | Helsingborg Publik: 1 541 Domare: Per Melin |
| 15:00 UTC+1 | 15:00 UTC+1      |                 |                 |                  | Helsingborg Publik: 1 541 Domare: Per Melin | Helsingborg Publik: 1 541 Domare: Per Melin |

|             | 24 februari 2019 | Dalkurd FF     | 1 – 0           | Varbergs BoIS | Gavlevallen                            |                                        |
| 15:00 UTC+1 | 15:00 UTC+1      | Rawez Lawan 2′ | (1 – 0) Rapport |               | Gävle Publik: 131 Domare: Farouk Nehdi | Gävle Publik: 131 Domare: Farouk Nehdi |
| 15:00 UTC+1 | 15:00 UTC+1      |                |                 |               | Gävle Publik: 131 Domare: Farouk Nehdi | Gävle Publik: 131 Domare: Farouk Nehdi |
| 15:00 UTC+1 | 15:00 UTC+1      |                |                 |               | Gävle Publik: 131 Domare: Farouk Nehdi | Gävle Publik: 131 Domare: Farouk Nehdi |

|             | 4 mars 2019 | Varbergs BoIS  | 1 – 1           | Eskilsminne IF       | Håstens IP C                                  |                                               |
| 19:00 UTC+1 | 19:00 UTC+1 | Robin Book 43′ | (1 – 0) Rapport | 90+2′ Niklas Jönsson | Varberg Publik: 122 Domare: Andreas Johansson | Varberg Publik: 122 Domare: Andreas Johansson |
| 19:00 UTC+1 | 19:00 UTC+1 |                |                 |                      | Varberg Publik: 122 Domare: Andreas Johansson | Varberg Publik: 122 Domare: Andreas Johansson |
| 19:00 UTC+1 | 19:00 UTC+1 |                |                 |                      | Varberg Publik: 122 Domare: Andreas Johansson | Varberg Publik: 122 Domare: Andreas Johansson |

|             | 4 mars 2019 | Hammarby IF                             | 3 – 1           | Dalkurd FF        | Tele2 Arena                                  |                                              |
| 19:00 UTC+1 | 19:00 UTC+1 | Jeppe Andersen 30′ Mads Fenger 37′, 86′ | (2 – 1) Rapport | 6′ Robin Tranberg | Stockholm Publik: 11 470 Domare: Victor Wolf | Stockholm Publik: 11 470 Domare: Victor Wolf |
| 19:00 UTC+1 | 19:00 UTC+1 |                                         |                 |                   | Stockholm Publik: 11 470 Domare: Victor Wolf | Stockholm Publik: 11 470 Domare: Victor Wolf |
| 19:00 UTC+1 | 19:00 UTC+1 |                                         |                 |                   | Stockholm Publik: 11 470 Domare: Victor Wolf | Stockholm Publik: 11 470 Domare: Victor Wolf |

### Grupp 5
| Nr | Lag               | S | V | O | F | GM | IM | MS  | P |
| -- | ----------------- | - | - | - | - | -- | -- | --- | - |
| 1  | BK Häcken         | 3 | 3 | 0 | 0 | 11 | 1  | +10 | 9 |
| 2  | IF Brommapojkarna | 3 | 2 | 0 | 1 | 7  | 4  | +3  | 6 |
| 3  | IK Brage          | 3 | 1 | 0 | 2 | 7  | 12 | −5  | 3 |
| 4  | FC Rosengård      | 3 | 0 | 0 | 3 | 3  | 11 | −8  | 0 |

|             | 16 februari 2019 | BK Häcken                                                       | 6 – 1           | IK Brage         | Bravida Arena                                |                                              |
| 14:00 UTC+1 | 14:00 UTC+1      | Mervan Celik 27′, 33′, 44′, 57′ Erik Friberg 45+2′ Paulinho 60′ | (4 – 0) Rapport | 54′ Anton Lundin | Göteborg Publik: 710 Domare: Fredrik Hansson | Göteborg Publik: 710 Domare: Fredrik Hansson |
| 14:00 UTC+1 | 14:00 UTC+1      |                                                                 |                 |                  | Göteborg Publik: 710 Domare: Fredrik Hansson | Göteborg Publik: 710 Domare: Fredrik Hansson |
| 14:00 UTC+1 | 14:00 UTC+1      |                                                                 |                 |                  | Göteborg Publik: 710 Domare: Fredrik Hansson | Göteborg Publik: 710 Domare: Fredrik Hansson |

|             | 16 februari 2019 | FC Rosengård     | 1 – 3           | IF Brommapojkarna                                              | Malmö IP                                 |                                          |
| 14:00 UTC+1 | 14:00 UTC+1      | Zakaria Sawo 55′ | (0 – 1) Rapport | 41′ (str.) Philip Hellquist 63′, 72′ Gustav Sandberg Magnusson | Malmö Publik: 265 Domare: Andreas Ekberg | Malmö Publik: 265 Domare: Andreas Ekberg |
| 14:00 UTC+1 | 14:00 UTC+1      |                  |                 |                                                                | Malmö Publik: 265 Domare: Andreas Ekberg | Malmö Publik: 265 Domare: Andreas Ekberg |
| 14:00 UTC+1 | 14:00 UTC+1      |                  |                 |                                                                | Malmö Publik: 265 Domare: Andreas Ekberg | Malmö Publik: 265 Domare: Andreas Ekberg |

|             | 24 februari 2019 | FC Rosengård | 0 – 4           | BK Häcken                                                             | Malmö IP                     |                              |
| 15:00 UTC+1 | 15:00 UTC+1      |              | (0 – 2) Rapport | 7′ Mervan Celik 42′ Ahmed Yasin 63′ Paulinho 78′ Alexander Jeremejeff | Malmö Domare: Fredrik Klitte | Malmö Domare: Fredrik Klitte |
| 15:00 UTC+1 | 15:00 UTC+1      |              |                 |                                                                       | Malmö Domare: Fredrik Klitte | Malmö Domare: Fredrik Klitte |
| 15:00 UTC+1 | 15:00 UTC+1      |              |                 |                                                                       | Malmö Domare: Fredrik Klitte | Malmö Domare: Fredrik Klitte |

|             | 24 februari 2019 | IF Brommapojkarna                                     | 4 – 2           | IK Brage                             | Grimsta IP                                    |                                               |
| 15:00 UTC+1 | 15:00 UTC+1      | Philip Hellqvist 50′, 77′, 83′ Eric Johana Omondi 86′ | (0 – 1) Rapport | 30′ Anton Lundin 47′ Jonathan Morsay | Stockholm Publik: 325 Domare: Fredrik Hansson | Stockholm Publik: 325 Domare: Fredrik Hansson |
| 15:00 UTC+1 | 15:00 UTC+1      |                                                       |                 |                                      | Stockholm Publik: 325 Domare: Fredrik Hansson | Stockholm Publik: 325 Domare: Fredrik Hansson |
| 15:00 UTC+1 | 15:00 UTC+1      |                                                       |                 |                                      | Stockholm Publik: 325 Domare: Fredrik Hansson | Stockholm Publik: 325 Domare: Fredrik Hansson |

|             | 2 mars 2019 | IK Brage                                                               | 4 – 2           | FC Rosengård                          | Domnarvsvallen                            |                                           |
| 16:00 UTC+1 | 16:00 UTC+1 | André Kamp 43′, 52′ Kristian Andersen 67′ Christian Kouakou 86′ (str.) | (1 – 0) Rapport | 74′ Zia Sakirovski 75′ Ismael Hussein | Borlänge Publik: 204 Domare: Farouk Nehdi | Borlänge Publik: 204 Domare: Farouk Nehdi |
| 16:00 UTC+1 | 16:00 UTC+1 |                                                                        |                 |                                       | Borlänge Publik: 204 Domare: Farouk Nehdi | Borlänge Publik: 204 Domare: Farouk Nehdi |
| 16:00 UTC+1 | 16:00 UTC+1 |                                                                        |                 |                                       | Borlänge Publik: 204 Domare: Farouk Nehdi | Borlänge Publik: 204 Domare: Farouk Nehdi |

|             | 2 mars 2019 | BK Häcken                | 1 – 0           | IF Brommapojkarna | Bravida Arena                                 |                                               |
| 16:00 UTC+1 | 16:00 UTC+1 | Alexander Jeremejeff 77′ | (0 – 0) Rapport |                   | Göteborg Publik: 1 041 Domare: Kaspar Sjöberg | Göteborg Publik: 1 041 Domare: Kaspar Sjöberg |
| 16:00 UTC+1 | 16:00 UTC+1 |                          |                 |                   | Göteborg Publik: 1 041 Domare: Kaspar Sjöberg | Göteborg Publik: 1 041 Domare: Kaspar Sjöberg |
| 16:00 UTC+1 | 16:00 UTC+1 |                          |                 |                   | Göteborg Publik: 1 041 Domare: Kaspar Sjöberg | Göteborg Publik: 1 041 Domare: Kaspar Sjöberg |

### Grupp 6
| Nr | Lag           | S | V | O | F | GM | IM | MS | P |
| -- | ------------- | - | - | - | - | -- | -- | -- | - |
| 1  | Halmstads BK  | 3 | 1 | 2 | 0 | 3  | 2  | +1 | 5 |
| 2  | Östersunds FK | 3 | 1 | 1 | 1 | 5  | 3  | +2 | 4 |
| 3  | Karlstad BK   | 3 | 1 | 1 | 1 | 5  | 5  | 0  | 4 |
| 4  | IK Sirius     | 3 | 1 | 0 | 2 | 3  | 6  | −3 | 3 |

|             | 16 februari 2019 | Östersunds FK | 0 – 0   | Halmstads BK | Jämtkraft Arena                                 |                                                 |
| 16:00 UTC+1 | 16:00 UTC+1      |               | Rapport |              | Östersund Publik: 2 206 Domare: Patrik Eriksson | Östersund Publik: 2 206 Domare: Patrik Eriksson |
| 16:00 UTC+1 | 16:00 UTC+1      |               |         |              | Östersund Publik: 2 206 Domare: Patrik Eriksson | Östersund Publik: 2 206 Domare: Patrik Eriksson |
| 16:00 UTC+1 | 16:00 UTC+1      |               |         |              | Östersund Publik: 2 206 Domare: Patrik Eriksson | Östersund Publik: 2 206 Domare: Patrik Eriksson |

|             | 16 februari 2019 | Karlstad BK            | 1 – 2           | IK Sirius               | Örsholmens IP                             |                                           |
| 16:00 UTC+1 | 16:00 UTC+1      | Victor Edvardsen 90+2′ | (0 – 1) Rapport | 22′, 54′ Jonas Lindberg | Karlstad Publik: 485 Domare: Farouk Nehdi | Karlstad Publik: 485 Domare: Farouk Nehdi |
| 16:00 UTC+1 | 16:00 UTC+1      |                        |                 |                         | Karlstad Publik: 485 Domare: Farouk Nehdi | Karlstad Publik: 485 Domare: Farouk Nehdi |
| 16:00 UTC+1 | 16:00 UTC+1      |                        |                 |                         | Karlstad Publik: 485 Domare: Farouk Nehdi | Karlstad Publik: 485 Domare: Farouk Nehdi |

|             | 23 februari 2019 | Karlstad BK                                   | 3 – 2           | Östersunds FK                        | Örsholmens IP                            |                                          |
| 14:00 UTC+1 | 14:00 UTC+1      | Liridon Selmani 45′, 80′ Victor Edvardsen 68′ | (1 – 1) Rapport | 39′ Dino Islamovic 87′ Jamie Hopcutt | Karlstad Publik: 456 Domare: Victor Wolf | Karlstad Publik: 456 Domare: Victor Wolf |
| 14:00 UTC+1 | 14:00 UTC+1      |                                               |                 |                                      | Karlstad Publik: 456 Domare: Victor Wolf | Karlstad Publik: 456 Domare: Victor Wolf |
| 14:00 UTC+1 | 14:00 UTC+1      |                                               |                 |                                      | Karlstad Publik: 456 Domare: Victor Wolf | Karlstad Publik: 456 Domare: Victor Wolf |

|             | 23 februari 2019 | IK Sirius                   | 1 – 2           | Halmstads BK         | Lötens IP                                        |                                                  |
| 14:00 UTC+1 | 14:00 UTC+1      | Jesper Arvidsson 18′ (str.) | (1 – 2) Rapport | 25′, 44′ Sadat Karim | Uppsala Publik: 889 Domare: Martin Strömbergsson | Uppsala Publik: 889 Domare: Martin Strömbergsson |
| 14:00 UTC+1 | 14:00 UTC+1      |                             |                 |                      | Uppsala Publik: 889 Domare: Martin Strömbergsson | Uppsala Publik: 889 Domare: Martin Strömbergsson |
| 14:00 UTC+1 | 14:00 UTC+1      |                             |                 |                      | Uppsala Publik: 889 Domare: Martin Strömbergsson | Uppsala Publik: 889 Domare: Martin Strömbergsson |

|             | 3 mars 2019 | Halmstads BK    | 1 – 1           | Karlstad BK          | Skedalaheds IP                         |                                        |
| 15:00 UTC+1 | 15:00 UTC+1 | Sadat Karim 41′ | (1 – 0) Rapport | 56′ Victor Edvardsen | Halmstad Publik: 621 Domare: Per Melin | Halmstad Publik: 621 Domare: Per Melin |
| 15:00 UTC+1 | 15:00 UTC+1 |                 |                 |                      | Halmstad Publik: 621 Domare: Per Melin | Halmstad Publik: 621 Domare: Per Melin |
| 15:00 UTC+1 | 15:00 UTC+1 |                 |                 |                      | Halmstad Publik: 621 Domare: Per Melin | Halmstad Publik: 621 Domare: Per Melin |

|             | 3 mars 2019 | Östersunds FK                              | 3 – 0           | IK Sirius | Jämtkraft Arena                               |                                               |
| 15:00 UTC+1 | 15:00 UTC+1 | Ravel Morrison 29′ Dino Islamovic 51′, 86′ | (1 – 0) Rapport |           | Östersund Publik: 639 Domare: Fredrik Hansson | Östersund Publik: 639 Domare: Fredrik Hansson |
| 15:00 UTC+1 | 15:00 UTC+1 |                                            |                 |           | Östersund Publik: 639 Domare: Fredrik Hansson | Östersund Publik: 639 Domare: Fredrik Hansson |
| 15:00 UTC+1 | 15:00 UTC+1 |                                            |                 |           | Östersund Publik: 639 Domare: Fredrik Hansson | Östersund Publik: 639 Domare: Fredrik Hansson |

### Grupp 7
| Nr | Lag            | S | V | O | F | GM | IM | MS  | P |
| -- | -------------- | - | - | - | - | -- | -- | --- | - |
| 1  | Djurgårdens IF | 3 | 3 | 0 | 0 | 8  | 3  | +5  | 9 |
| 2  | IK Frej        | 3 | 1 | 1 | 1 | 9  | 3  | +6  | 4 |
| 3  | IF Elfsborg    | 3 | 1 | 1 | 1 | 8  | 5  | +3  | 4 |
| 4  | Hässleholms IF | 3 | 0 | 0 | 3 | 1  | 15 | −14 | 0 |

|             | 17 februari 2019 | Djurgårdens IF                        | 2 – 1           | IK Frej              | Tele2 Arena                                  |                                              |
| 15:00 UTC+1 | 15:00 UTC+1      | Kevin Walker 35′ Aslak Fonn Witry 50′ | (1 – 0) Rapport | 59′ Melvin Frithzell | Stockholm Publik: 4 999 Domare: Glenn Nyberg | Stockholm Publik: 4 999 Domare: Glenn Nyberg |
| 15:00 UTC+1 | 15:00 UTC+1      |                                       |                 |                      | Stockholm Publik: 4 999 Domare: Glenn Nyberg | Stockholm Publik: 4 999 Domare: Glenn Nyberg |
| 15:00 UTC+1 | 15:00 UTC+1      |                                       |                 |                      | Stockholm Publik: 4 999 Domare: Glenn Nyberg | Stockholm Publik: 4 999 Domare: Glenn Nyberg |

|             | 17 februari 2019 | Hässleholms IF    | 1 – 5           | IF Elfsborg                                                                   | Österås IP                                      |                                                 |
| 15:00 UTC+1 | 15:00 UTC+1      | Joel Wedenell 34′ | (1 – 1) Rapport | 42′ Joakim Nilsson 46′, 79′ Stefan Ishizaki 84′ Per Frick 90+1′ Samuel Holmén | Hässleholm Publik: 1 000 Domare: Robert Daradic | Hässleholm Publik: 1 000 Domare: Robert Daradic |
| 15:00 UTC+1 | 15:00 UTC+1      |                   |                 |                                                                               | Hässleholm Publik: 1 000 Domare: Robert Daradic | Hässleholm Publik: 1 000 Domare: Robert Daradic |
| 15:00 UTC+1 | 15:00 UTC+1      |                   |                 |                                                                               | Hässleholm Publik: 1 000 Domare: Robert Daradic | Hässleholm Publik: 1 000 Domare: Robert Daradic |

|             | 23 februari 2019 | Hässleholms IF | 0 – 3           | Djurgårdens IF                                                 | Österås IP                                      |                                                 |
| 14:00 UTC+1 | 14:00 UTC+1      |                | (0 – 2) Rapport | 16′ Jacob Une Larsson 35′ Markus Danielson 88′ Johan Andersson | Hässleholm Publik: 1 000 Domare: Kaspar Sjöberg | Hässleholm Publik: 1 000 Domare: Kaspar Sjöberg |
| 14:00 UTC+1 | 14:00 UTC+1      |                |                 |                                                                | Hässleholm Publik: 1 000 Domare: Kaspar Sjöberg | Hässleholm Publik: 1 000 Domare: Kaspar Sjöberg |
| 14:00 UTC+1 | 14:00 UTC+1      |                |                 |                                                                | Hässleholm Publik: 1 000 Domare: Kaspar Sjöberg | Hässleholm Publik: 1 000 Domare: Kaspar Sjöberg |

|             | 23 februari 2019 | IF Elfsborg         | 1 – 1           | IK Frej             | Borås Arena                            |                                        |
| 14:00 UTC+1 | 14:00 UTC+1      | Samuel Holmén 90+5′ | (0 – 1) Rapport | 37′ Moustafa Zeidan | Borås Publik: 783 Domare: Johan Krantz | Borås Publik: 783 Domare: Johan Krantz |
| 14:00 UTC+1 | 14:00 UTC+1      |                     |                 |                     | Borås Publik: 783 Domare: Johan Krantz | Borås Publik: 783 Domare: Johan Krantz |
| 14:00 UTC+1 | 14:00 UTC+1      |                     |                 |                     | Borås Publik: 783 Domare: Johan Krantz | Borås Publik: 783 Domare: Johan Krantz |

|             | 3 mars 2019 | IK Frej                                                                                         | 7 – 0           | Hässleholms IF | Vikingavallen                           |                                         |
| 15:00 UTC+1 | 15:00 UTC+1 | Luca Gerbino Polo 11′, 62′, 89′ Moustafa Zeidan 29′, 52′ Abdul Halik Hudu 58′ Hjalmar Ekdal 71′ | (2 – 0) Rapport |                | Täby Publik: 108 Domare: Robert Daradic | Täby Publik: 108 Domare: Robert Daradic |
| 15:00 UTC+1 | 15:00 UTC+1 |                                                                                                 |                 |                | Täby Publik: 108 Domare: Robert Daradic | Täby Publik: 108 Domare: Robert Daradic |
| 15:00 UTC+1 | 15:00 UTC+1 |                                                                                                 |                 |                | Täby Publik: 108 Domare: Robert Daradic | Täby Publik: 108 Domare: Robert Daradic |

|             | 3 mars 2019 | Djurgårdens IF                                               | 3 – 2           | IF Elfsborg                                   | Tele2 Arena                                         |                                                     |
| 15:00 UTC+1 | 15:00 UTC+1 | Jesper Karlström 47′ Haris Radetinac 54′ Dzenis Kozica 90+1′ | (0 – 1) Rapport | 12′ (sjm.) Aslak Fonn Witry 56′ Pawel Cibicki | Stockholm Publik: 6 526 Domare: Kristoffer Karlsson | Stockholm Publik: 6 526 Domare: Kristoffer Karlsson |
| 15:00 UTC+1 | 15:00 UTC+1 |                                                              |                 |                                               | Stockholm Publik: 6 526 Domare: Kristoffer Karlsson | Stockholm Publik: 6 526 Domare: Kristoffer Karlsson |
| 15:00 UTC+1 | 15:00 UTC+1 |                                                              |                 |                                               | Stockholm Publik: 6 526 Domare: Kristoffer Karlsson | Stockholm Publik: 6 526 Domare: Kristoffer Karlsson |

### Grupp 8
| Nr | Lag           | S | V | O | F | GM | IM | MS | P |
| -- | ------------- | - | - | - | - | -- | -- | -- | - |
| 1  | Gais          | 3 | 2 | 0 | 1 | 8  | 5  | +3 | 6 |
| 2  | Örebro SK     | 3 | 1 | 1 | 1 | 5  | 5  | 0  | 4 |
| 3  | IFK Göteborg  | 3 | 1 | 1 | 1 | 5  | 6  | −1 | 4 |
| 4  | Nyköpings BIS | 3 | 1 | 0 | 2 | 4  | 6  | −2 | 3 |

|             | 16 februari 2019 | Örebro SK                                  | 2 – 1           | Gais                | Behrn Arena                                    |                                                |
| 16:00 UTC+1 | 16:00 UTC+1      | Daniel Björnquist 15′ Johan Bertilsson 70′ | (1 – 0) Rapport | 77′ Andreas Östling | Örebro Publik: 1 003 Domare: Mohammed Al-Hakim | Örebro Publik: 1 003 Domare: Mohammed Al-Hakim |
| 16:00 UTC+1 | 16:00 UTC+1      |                                            |                 |                     | Örebro Publik: 1 003 Domare: Mohammed Al-Hakim | Örebro Publik: 1 003 Domare: Mohammed Al-Hakim |
| 16:00 UTC+1 | 16:00 UTC+1      |                                            |                 |                     | Örebro Publik: 1 003 Domare: Mohammed Al-Hakim | Örebro Publik: 1 003 Domare: Mohammed Al-Hakim |

|             | 17 februari 2019 | Nyköpings BIS | 0 – 2           | IFK Göteborg                              | Rosvalla IP                                    |                                                |
| 15:00 UTC+1 | 15:00 UTC+1      |               | (0 – 1) Rapport | 25′ Rasmus Wikström 85′ Sebastian Ohlsson | Nyköping Publik: 927 Domare: Andreas Johansson | Nyköping Publik: 927 Domare: Andreas Johansson |
| 15:00 UTC+1 | 15:00 UTC+1      |               |                 |                                           | Nyköping Publik: 927 Domare: Andreas Johansson | Nyköping Publik: 927 Domare: Andreas Johansson |
| 15:00 UTC+1 | 15:00 UTC+1      |               |                 |                                           | Nyköping Publik: 927 Domare: Andreas Johansson | Nyköping Publik: 927 Domare: Andreas Johansson |

|             | 24 februari 2019 | Nyköpings BIS    | 1 – 0           | Örebro SK | Rosvalla IP                                |                                            |
| 15:00 UTC+1 | 15:00 UTC+1      | Jason Romero 56′ | (0 – 0) Rapport |           | Nyköping Publik: 417 Domare: Adam Ladebäck | Nyköping Publik: 417 Domare: Adam Ladebäck |
| 15:00 UTC+1 | 15:00 UTC+1      |                  |                 |           | Nyköping Publik: 417 Domare: Adam Ladebäck | Nyköping Publik: 417 Domare: Adam Ladebäck |
| 15:00 UTC+1 | 15:00 UTC+1      |                  |                 |           | Nyköping Publik: 417 Domare: Adam Ladebäck | Nyköping Publik: 417 Domare: Adam Ladebäck |

| [ e ]       | 25 februari 2019 | IFK Göteborg | 0 – 3 Avbruten | Gais | Bravida Arena                           |                                         |
| 19:00 UTC+1 | 19:00 UTC+1      |              | Rapport        |      | Göteborg Publik: ? Domare: Glenn Nyberg | Göteborg Publik: ? Domare: Glenn Nyberg |
| 19:00 UTC+1 | 19:00 UTC+1      |              |                |      | Göteborg Publik: ? Domare: Glenn Nyberg | Göteborg Publik: ? Domare: Glenn Nyberg |
| 19:00 UTC+1 | 19:00 UTC+1      |              |                |      | Göteborg Publik: ? Domare: Glenn Nyberg | Göteborg Publik: ? Domare: Glenn Nyberg |

|             | 3 mars 2019 | Gais                                                            | 4 – 3           | Nyköpings BIS                                        | Bravida Arena                             |                                           |
| 17:00 UTC+1 | 17:00 UTC+1 | Karl Bohm 14′ Edin Hamidovic 54′ (str.), 71′ Nikola Ašćerić 61′ | (1 – 2) Rapport | 23′ Marcus Burman 33′ Jason Romero 50′ Alexander Alp | Göteborg Publik: 976 Domare: Nermin Cisic | Göteborg Publik: 976 Domare: Nermin Cisic |
| 17:00 UTC+1 | 17:00 UTC+1 |                                                                 |                 |                                                      | Göteborg Publik: 976 Domare: Nermin Cisic | Göteborg Publik: 976 Domare: Nermin Cisic |
| 17:00 UTC+1 | 17:00 UTC+1 |                                                                 |                 |                                                      | Göteborg Publik: 976 Domare: Nermin Cisic | Göteborg Publik: 976 Domare: Nermin Cisic |

|             | 3 mars 2019 | Örebro SK                                                            | 3 – 3           | IFK Göteborg                                                 | Behrn Arena                                |                                            |
| 17:00 UTC+1 | 17:00 UTC+1 | Viktor Prodell 28′ (str.) Johan Bertilsson 35′ Daniel Björnquist 39′ | (3 – 1) Rapport | 30′ (sjm.) 69′ Victor Wernersson 86′ Patrik Karlsson Lagemyr | Örebro Publik: 783 Domare: Patrik Eriksson | Örebro Publik: 783 Domare: Patrik Eriksson |
| 17:00 UTC+1 | 17:00 UTC+1 |                                                                      |                 |                                                              | Örebro Publik: 783 Domare: Patrik Eriksson | Örebro Publik: 783 Domare: Patrik Eriksson |
| 17:00 UTC+1 | 17:00 UTC+1 |                                                                      |                 |                                                              | Örebro Publik: 783 Domare: Patrik Eriksson | Örebro Publik: 783 Domare: Patrik Eriksson |

## Anmärkningslista
1. ↑  Publiksnittet räknas ut på 47 matcher, istället för 48 matcher, då publiksiffra saknas för det avbrutna Göteborgsderbyt IFK Göteborg-Gais, detta för att få ett mer realistiskt publiksnitt.
2. ↑  Matchen var tänkt att spelas på Malmö IP, men då bollen "studsade för dåligt" godkände Uefa inte det nya konstgräset, även en läktarrenovering gjorde att fritidsförvaltningen inte godkänner en större publikskara på arenan.[1] MFF ansåg att det inte fanns några lämpliga spelplatser i Malmö, matchen flyttades därför till Lund.[2]
3. ↑  Matchen skulle egentligen spelas den 23 februari 2019 16:00 UTC+1 men har senarelagts med anledning av Malmö FF:s avancemang till slutspelet i Europa League 2018/2019.
4. 1 2  Publiksnittet i grupp 8 räknas ut på 5 matcher, istället för 6 matcher, då publiksiffra saknas för det avbrutna Göteborgsderbyt IFK Göteborg-Gais, detta för att få ett mer realistiskt publiksnitt.
5. ↑  Matchen avbröts i början av den andra halvleken på grund av inkastade pyrotekniska föremål vid ställningen 0–0. Matchen skulle ha återupptagits redan dagen efter, tisdagen den 26 februari klockan 14:00 (UTC+1).[6] Gais meddelade på tisdagen att man inte kommer ställa upp för match, eftersom man ville bli tilldelade segern med 3–0.[7] Den 27 februari meddelade Gais att man lämnade walkover till att återuppta matchen och riskerade därmed själva att tilldömas en 0–3-förlust.[8] Den 28 februari meddelande SvFF:s riksombud att man överväger att tilldöma Gais segern i matchen.[9] Fredagen den 1 mars 2019 fastställde SvFF resultatet, Gais tilldöms segern med 3–0.[10]